# Charles Andre Hartmans
Charles Andre Hartmans (Breda, 24 juli 1886 - Den Haag, 19 juni 1975) was de vierde directeur van het Legermuseum in Delft.
Charles Andre Hartmans begon zijn loopbaan op 17-jarige leeftijd als cadet aan de Koninklijke Militaire Academie te Breda in 1903 bij de  artillerie. In 1908 werd Hartmans benoemd tot 1e luitenant bij het wapen Artillerie en in 1918 tot kapitein van het Korps Pontonniers. Tussen 1930 en 1940 was Hartmans als kapitein bij het departement van Defensie als hoofd van de IVe afdeling.
Tussen 1938 en 1961 was Hartmans bestuurslid van het legermuseum. Hij volgde in 1953 M.C. van Houten op als directeur van het Legermuseum. Onder zijn bewind werd het schilderijenbezit aanzienlijk uitgebreid met onder meer stukken van Sebastiaen Vrancx, Jan Willem Pieneman, Alphonse-Marie-Adolphe de Neuville en Arend Johan Hoynck van Papendrecht. Een ander belangrijk hoogtepunt tijdens de ambtsperiode van Hartmans was in 1959 de toevoeging aan het museum van de omvangrijke en unieke verzameling militair materieel ondergebracht in het historische Armamentarium, het voormalige wapenmagazijn van de Staten van Holland en West-Friesland te Delft.
Hartmans schreef tal van artikelen aangaande wapensmeden onder meer voor het Journal of The Royal Armoury Stockholm. Hij werd in 1922 benoemd tot ridder in de Orde van Oranje-Nassau en in 1956 tot officier in de Orde van Oranje-Nassau. In 2006 werd Hartmans genoemd in een zeer omvattend boek door de auteurs Drs. G. de Vries en Drs. B.J. Martens in hun uitgave Hartmans' Dutch Gunmakers from the 15th to the 20th century. Dit boekwerk werd in 2007 bij het Legermuseum te Delft gepresenteerd.